# 寒河江市立陵東中学校
寒河江市立陵東中学校（さがえしりつ りょうとうちゅうがっこう）は、山形県寒河江市にある公立中学校。

## 概要
寒河江市北東部を学区とする。
2018年で創立50周年を迎えた

## 校章
- たんぽぽが使われている。

## 施設
25mプール、テニスコートが存在する。
校舎は3階。
体育館も存在する。

## 沿革
- 1968年 - 寒河江市立寒河江中学校、寒河江市立三泉中学校、寒河江市立西根中学校を統合して寒河江市立陵東中学校が開校
- 2007年 - 男子バスケ部は全国大会に出場した。
- 2007年 - 吹奏楽部は初の東北大会に出場した。
- 2008年に東京の文京区シビックホールで初の合唱公演を果たした。
- 2008年、英語弁論大会でスピーチ部門で全国大会に出場。
- 2008年のTBCこども音楽コンクールでは重唱の部で全国大会に出場。
- 2019年 - 男子ソフトテニス部は東北大会へ出場した
- 2021年 - 女子バスケットボール部は東北大会へ

## 学区
- 寒河江市立寒河江、西根、三泉の各小学校の学区。

## 生徒数
| 年度 | 男子 | 女子 | 計  |
| ---- | ---- | ---- | --- |
| 2010 | 210  | 192  | 402 |
| 2009 | 214  | 202  | 416 |
| 2008 | 235  | 211  | 446 |
| 2007 | 245  | 236  | 481 |
| 2006 | 245  | 225  | 470 |
| 2005 | 238  | 234  | 472 |
| 2004 | 252  | 207  | 459 |
| 2003 | 282  | 234  | 516 |
| 2002 | 288  | 241  | 529 |

## 所在地
- 山形県寒河江市大字西根430

## 部活動
- 野球部

毎年、市内の3つの中学校同士で戦う三中対抗戦というものがある
- アスリート部（サッカー部、陸上部が存在しないため、作られた部活動。）
- 男子、女子ソフトテニス部

毎年、ペアをシャッフルして部員で大会を行う陵東杯が存在する。
- 男子、女子バスケ部

女子バスケ部は2005年、女子バスケ部で初の東北大会に出場した。
男子バスケ部は2007年念願の全国大会に出場した。
- ソフトボール部
- 吹奏楽部
- 剣道部
- 柔道部
- 卓球部
- 総合文化部
- 女子、男子バレー部
- 水泳部

## 校風
- 生徒1人1人が、気品、剛健、親和を心がけている。
- 合唱は特に力を入れている。修学旅行では毎年、上野公園で合唱（東京公演）を行っていたが、2007年から文京シビックホールでの公演を行っている。